# Sequera a Catalunya
La sequera a Catalunya és el conjunt de fenòmens meteorològics i decisions antropogèniques que han afectat intermitentment al llarg de la història, o des de la fi de segle xx d'una manera més perllongada, la manca persistent de precipitacions a Catalunya. Les seves causes principals són la reducció d'embassaments i aqüífers i la manca de prou neu, ambdues per mor del canvi climàtic creixent, i la gestió política —per exemple amb relació a l'extractivisme desregulat de les empreses embotelladores d'ençà del franquisme, que produeixen més d'un 20 per cent dels litres envasats a tot l'Estat espanyol.
A Catalunya, com a la resta de la Mar Mediterrània, està documentat que les sequeres han estat un fenomen prou habitual. Nogensmenys, les observacions científiques han demostrat que, amb el canvi climàtic, les sequeres ja han començat a ser més freqüents i intenses i prediuen que continuarà sent així, ja que l'escalfament de la Mediterrània és un 20 per cent superior a la mitjana global, mentre que les pluges hi minvaran entre un 20 per cent i un 50 per cent arribat l'any 2100. 

## Sequeres al llarg de la història
Es té constància de moltes sequeres a la història de Catalunya, des del 1566-67 fins a les últimes sequeres del segle xxi. Aquí sota hi ha informació sobre les últimes sequeres amb certa importància a Catalunya.

### Segle XVI
Es té constància d'una important sequera cap a l'any 1566, que va deixar feta malbé gairebé tota la collita de cereals de la zona, especialment a les comarques de l'interior i van arribar a produir-se problemes amb els molins hidràulics per falta d'aigua. No es té constància de cap altra sequera que hagi estat més intensa o hagi durat tant com aquella.

### Segle XVIII, l'oscil·lació Maldà
Entre 1760 i 1800, durant la Petita Edat de Gel la costa mediterrània de la Península Ibèrica va patir una anomalia atmosfèrica coneguda com a oscil·lació Maldà, caracteritzada per la concurrència de sequera inclement, precipitacions extraordinàries, riuades i inundacions, pedregades, gelades fora de temporada, hiverns llargs i freds, i estius curts i humits.
A la dècada de 1760 la falta de precipitacions va viure un petit impàs a la segona meitat de la dècada, però va continuar durant la primera meitat de la dècada de 1770, tornant a finals de la dècada fins als primers anys dels vuitanta. Els contrastos climàtics van ser la tònica general entre el final de la dècada de 1780 vuitanta i el començament de la dècada de 1790, amb 1789 com a major pic d'intensitat. En la dècada de 1790 la sequera va continuar, ja amb menor intensitat.

### Segle XIX
L'única sequera de què se'n sap res d'aquest segle és una que va passar als anys 1812 a 1818. Possiblement hagi estat la sequera més intensa registrada a Catalunya des que es tenen mesures de la precipitació; sobretot els anys 1813 i 1817, en què, en el conjunt de Catalunya, es registraren valors totals del 43,7 per cent i 30,7 per cent, respectivament, del valor mig a Barcelona. L'any 1817 té el rècord d'any més sec conegut als registres barcelonins, amb 197 mm. Importants grups de camperols van abandonar les seves terres per dirigir-se a les ciutats. L'Urgell va ser una de les més castigades amb successió de sequeres i males collites que van acabar desencadenant una crisi de subsistència en 1817.

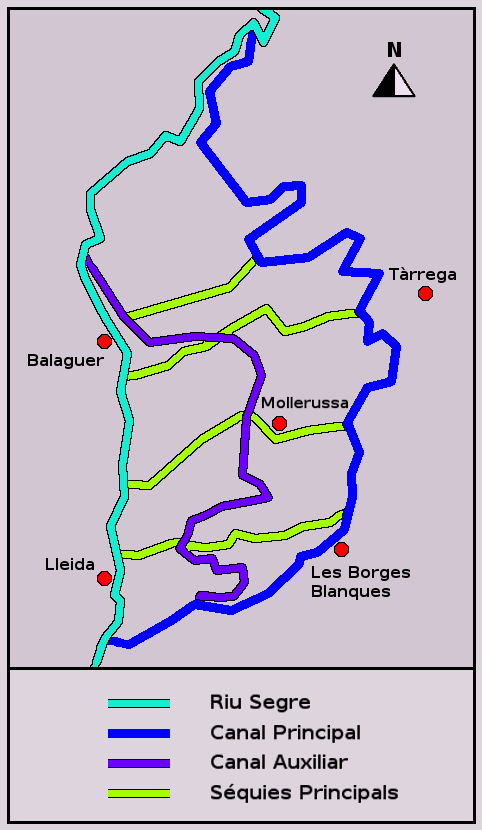
Recorregut del Canal d'Urgell

Entre 1815 i 1820 l'arquitecte Antonio Sellés va fer un projecte que fixà acuradament el traçat del canal d'Urgell i fixà la presa d'aigua prop de Ponts. Les obres d'aquest projecte s'iniciaren l'any 1829, però les Primera Guerra Carlina paralitzà les obres el 1833. Finalitzada la guerra es donà un nou impuls per tal de realitzar la construcció, i el Govern de l'Estat atorgà les primeres concessions els anys 1847 i 1850. L'any 1853 la concessió es va cedir, finalment, a l'empresa dels germans Girona i Clavé S.A., la qual la traspassà, tot seguit, a la Societat Anònima Canal d'Urgell. Un cop atorgada la concessió, els enginyers Pere de Andrés Puigdollers i Constantí de Ardanza realitzaren el projecte definitiu del Canal.

### Segle XX
Es té constància de molta sequera el segle xx a Catalunya. Un període de sequera va afectar Catalunya entre 1910 i 1915. En 1922 Catalunya es va veure afectada per una gran sequera: només plogué un terç de les pluges normals entre el novembre i febrer de 1923, en una sequera històrica que va afectar tota la península Ibèrica fins al 1929.
La necessitat de disposar de reserves d’aigua va provocar que en el segle xx es construïssin embassaments a Catalunya, aprofitant preses. Als anys 1944 a 1950, es va patir una gran sequera. És considerat el pitjor any de sequera a bona part de la península Ibèrica. L'any 1950 hi va haver hores de restriccions d'aigua a les nits. L'any 1953 es van fer talls del 30 per cent de les hores del dia (7,2 hores). El pantà de Sau, bastit entre 1949 i 1965, i el de Susqueda, bastit entre 1963 i 1967, formen part d'un sistema d'entre la comarca d'Osona i la de la Selva, que té per funció la regulació del Ter per a l'abastament d'aigua a l'àrea metropolitana de Barcelona, a Girona i a la Costa Brava, la laminació d'avingudes per tal d'evitar inundacions, i la generació d'energia hidroelèctrica.
L'any 1973 es va registrar una gran sequera a les capçaleres dels rius, però quan s'estava a punt d'iniciar restriccions va ploure i no es van fer. Per atendre el creixement de la demanda de sistemes com el de Barcelona i altres àrees urbanes, l’any 1976 va entrar en servei el pantà de la Baells.
A la dècada del 1980 es van produir diversos episodis de sequera que no van arribar a produir restriccions. La situació de sequera continuada va provocar una sobreexplotació i salinització de l’aqüífer a les comarques de Tarragona. La construcció del Minitransvasament de l'Ebre, l'any 1989, va resoldre la situació.
El sistema d'Aigües del Ter-Llobregat es va completar el 1999 amb l’entrada en servei de l'embassament de La Llosa del Cavall.

### Seglexxi

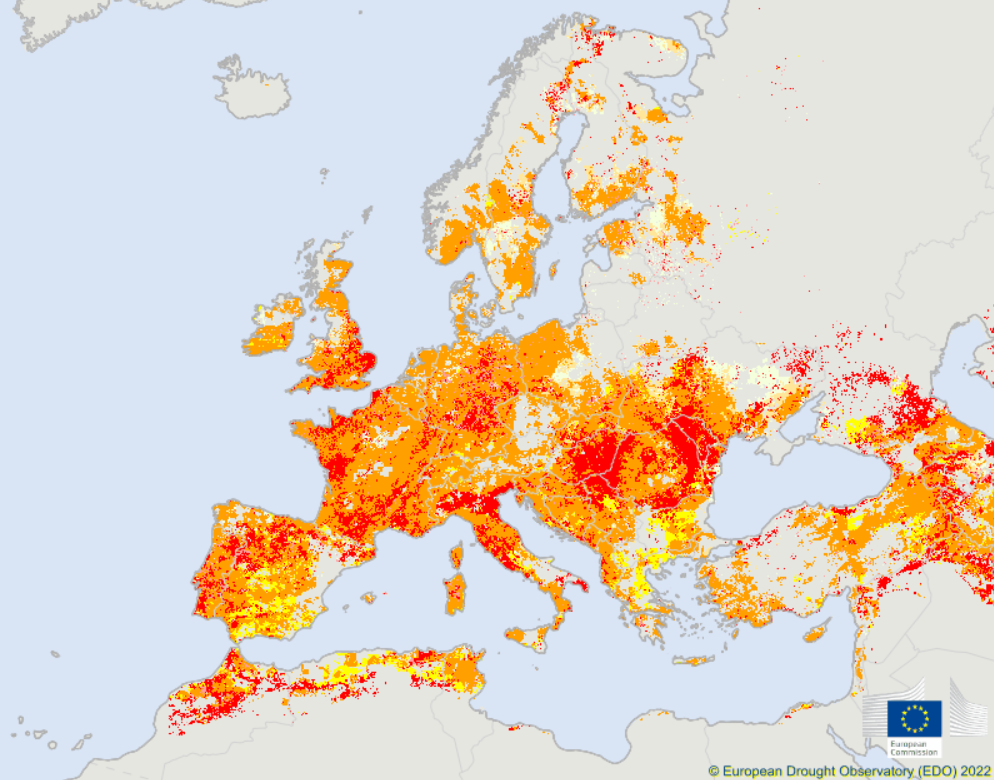
Alertes per sequera a Europa (21 de juliol de 2022)

Des de la darrera dècada del segle XX destaca la presència de quatre períodes secs importants, tant en durada com intensitat: 1998-2000, 2004-2008, 2015-2017, i el darrer, entre 2021 i 2024.

#### 1998-2000
La sequera del període 1998-2000 va ser causada pel fenomen del Niño de 1997 i 1998, el més important del segle XX.

#### 2004-2008
La sequera del període 2004-2008 va ser causada per una combinació de factors climàtics, com ara una disminució de les precipitacions i un augment de la temperatura. Va afectar tot Catalunya, especialment la zona del litoral i la prelitoral. Segons dades del Servei Meteorològic de Catalunya, les precipitacions del 2006 van ser un 27,6 per cent inferiors a la mitjana anual del període 1961-1990. Per poder garantir l'abastiment d'aigua a l'àrea de Barcelona es va transportar aigua del Roine amb un vaixell des de Marsella que va arribar al port el 21 de maig de 2008. Durant aquest període la resposta ciutadana va aconseguir reduir els consums en un 20 per cent per de la demanda de referència. Vuit episodis de pluja entre el maig i el juny del 2008 van acabar amb la pitjor sequera succeïda a Catalunya des que es recullen dades.
Un reportatge del programa 30 minuts de Televisió de Catalunya anomenat La gran sequera va tractar a fons la sequera del 2005. El documental tractava la primavera poc plujosa i les conseqüències al bosc de la sequera. També parlava de les conseqüències socioeconòmiques d'aquella sequera, amb l'opinió de ramaders i agricultors. Els autors d'aquest reportatge són Montse Armengou i Ricard Belis.

#### 2015-2018

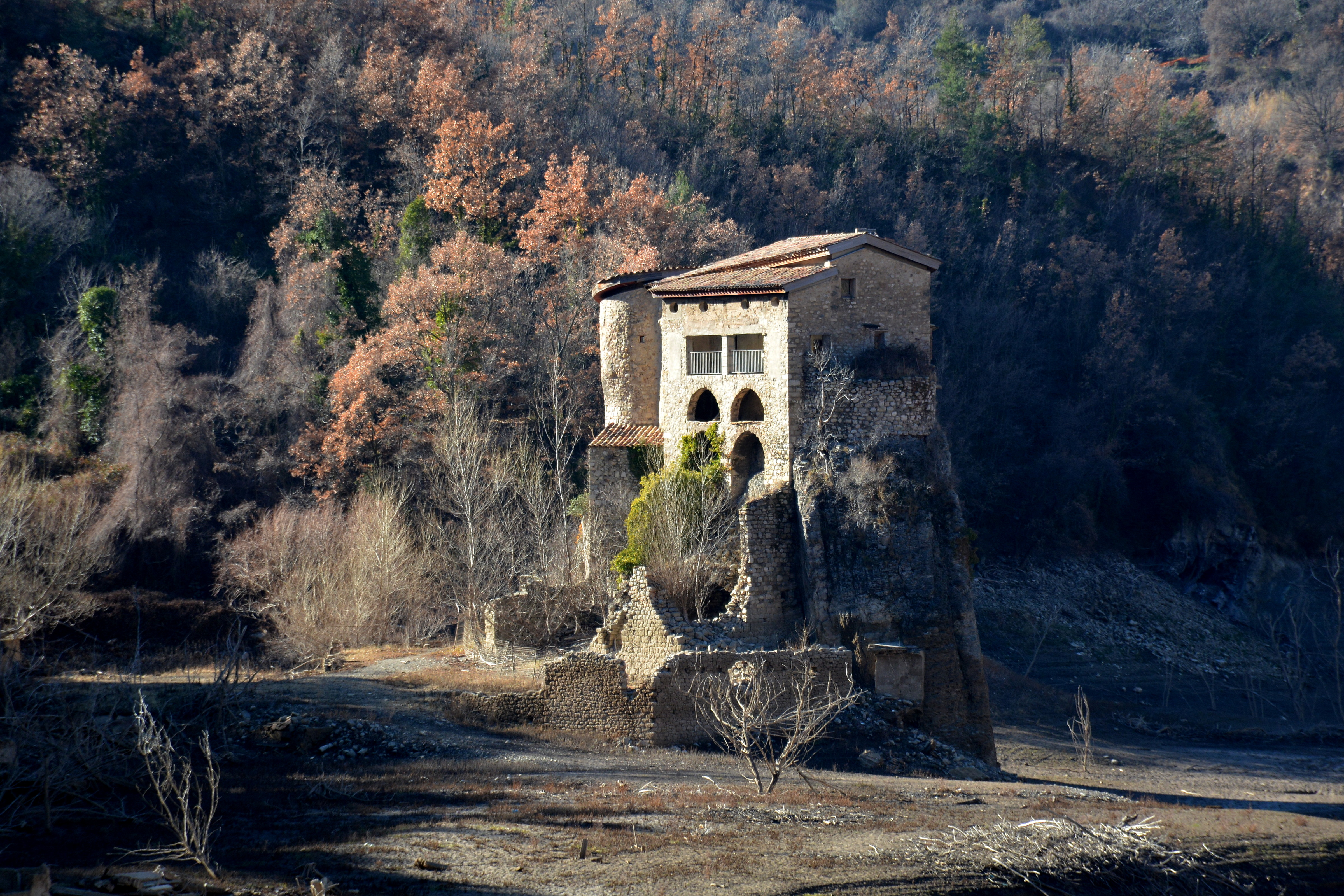
Sant Salvador de la Vedella, al pantà de la Baells, durant la sequera de 2018.

L'episodi de sequera del 2015-2018 va ser causat per una disminució de les precipitacions durant l'hivern i la primavera, i va afectar principalment la zona del litoral i la prelitoral de Catalunya. Va provocar una disminució dels cabals dels rius i dels aqüífers, així com una disminució de les collites i un augment dels incendis forestals. Els anys 2015 i 2017 les precipitacions van ser inferiors en un 27,4 per cent i un 29,6 per cent, respectivament, a la mitjana anual 1961-1990; tot el període va ser extremadament sec.
Al gener de 2018 el pantà de Susqueda estava al 49 per cent de la seva capacitat, el pantà de Sau al 38 per cent i el pantà de la Baells al 49 per cent. A Barcelona es va activar un pla de reaprofitament d'aigua freàtica juntament amb la reducció del consum de serveis municipals. Tanmateix, amb les pluges acumulades els mesos de gener i febrer de 2018, i l'entrada en funcionament de la dessalinitzadora del Prat va millorar l'abastiment, i a finals de març de 2018 es va aixecar l'alerta.

#### 2021-2024

Evolució mensual de l'estat de sequera als municipis catalans de les conques internes (2021-2023)
Normalitat
Prealerta
Alerta
Excepcionalitat
Preemergència
Emergència
No depèn de l'ACA

La primavera del 2021, va començar un període de sequera a les comarques litorals i prelitorals de Barcelona que, a la primavera del 2023 encara continuava. Després d'un breu episodi de pluges el novembre de 2021, l’hivern meteorològic 2021-2022, va ser el segon més sec dels darrers cinquanta anys a Catalunya, només per darrere del 2011-2012. No es van tornar a produir episodis de pluja destacables i, en començar la primavera del 2023 es van decretar restriccions en el consum d'aigua quan la situació dels embassaments de les conques internes va arribar a una capacitat global del 26,67 per cent, quan un any abans era d'un 57,52 per cent.
A la tardor de 2023 va caure un terç de pluja del que és habitual. Hi va haver llocs de Catalunya on pràcticament no va ploure, malgrat ser l'estació més plujosa de l'any. En alguns municipis es va aplicar per primer cop l'estat d'emergència per sequera, amb restriccions molt severes.
Després d'un hivern també sec i nevades escasses el contingut global dels embassaments va arribar a un mínim històric de 14,41 per cent de la seva capacitat el 9 de març de 2024. A principis de primavera la reserva d'aigua va començar a pujar gràcies a algunes pluges i al desglaç de la neu. Finalment, a finals d'abril i maig va arribar un període de pluges que va fer situar les reserves d'aigua a un 29,31 per cent. El Govern de Catalunya va derogar l'emergència per sequera el 7 de maig del 2024 a 202 municipis del sistema Ter i Llobregat, que van passar a l'estat d'excepcionalitat, El sistema Ter-Llobregat va assolir el 31 per cent de la seva capacitat el 31 de maig, i el 14 de juny els embassaments de les conques internes van arribar al 35,5 per cent de la seva capacitat i mentre els del sistema Ter-Llobregat arribaven al 38 per cent. Les pluges dels primers mesos de 2025 van permetre al Govern reduir les limitacions d'aigua per sequera en deu àrees de Catalunya i aixecar l'emergència per sequera a l'embassament Darnius-Boadella, a Riudecanyes i a l'aqüífer Fluvià-Muga, que passen als escenaris d'alerta, prealerta i excepcionalitat, respectivament.